# Kumarkhed, Lingsugur
Kumarkhed là một làng thuộc tehsil Lingsugur, huyện Raichur, bang Karnataka, Ấn Độ.